# Aeroportul York Landing
Aeroportul York Landing (IATA: ZAC, ICAO: CZAC) este un aeroport din Manitoba, Canada.
Situat la o altitudine de 189 m, aeroportul dispune de o singură pistă.